# Rutuler (kaukasier)
För andra betydelser, se Rutuler.
Rutuler är en muslimsk folkgrupp i Dagestan, Kaukasus inom den ryska federationen. De talar ett kaukasiskt språk. Total befolkning: cirka 90 000.